# 鲁珀特·默多克
鲁珀特·默多克（英語：Rupert Murdoch，1931年3月11日—），生于澳洲墨尔本，现居美国，全球首屈一指的新闻媒体大亨，现任新闻集团持有14%股份和39.4%的投票權與福斯公司董事長與最大股东。他的家族在《福布斯》2019年全球億萬富豪榜中名列第52位，資產達到194億美元。
2023年9月，默多克宣布将于11月正式退任新闻集团及福斯公司董事长职务。默多克的许多报纸和电视台被指控具有偏见和误导性的报道，以便支持其商业利益和政治盟友，并且影响英国、美国和澳大利亚的重大政治发展。

## 經歷

### 早期
默多克出生于澳洲墨尔本皇家兒童醫院。默多克的父亲基思·默多克爵士是一名战地记者，拥有澳洲4家报纸。1952年，他父亲死于心脏病，正在英国牛津大学读书的默多克赶回家中处理后事。他发现父亲的几家报纸处于亏损状态，于是将其他报纸出售，保留住了《星期日邮报》(Sunday Mail)和《新闻报》(The News)两份报纸。面对主要的竞争对手《广告报》，默多克果断与其合并，并且努力使《新闻报》开始盈利。同时他又筹措到足够款项，收购了位于柏斯处于亏损的《星期日时报》(Sunday Times)，将阿德莱德一些记者和编辑调往帕斯使该报纸重获生机。

### 初战悉尼
悉尼的报业由三个家族把持着：较大的费尔法克斯、帕克家族，以及较小的诺顿家族。费尔法克斯经营着《太阳晚报》、《先驱早报》；帕克拥有《每日电讯报》和《星期日电讯报》；诺顿掌管着《镜报》和《星期日镜报》。由于经营不善，诺顿将《镜报》转让给费尔法斯特，费尔法斯特同样没能使其盈利，于是就以400万美元的价格出手给了默多克。除此以外，默多克还获得了多家印刷厂。不久，默多克开始筹划创办澳大利亚第一家全国性报纸。1964年7月14日，《澳大利亚人报》正式发行。1967年发行量达到75000份。1972年他又收购了帕克的《每日新闻》和《星期天电讯》报。

### 进军伦敦
1968年秋，英国最大的星期日周报《世界新闻报》开始转手，这份报纸属卡尔家族，以发布黄色内容著称。当年10月，默多克购买了该报40%的股份。在他看来，报纸地位下降的原因是教育水平的提高与电视的普及。他为了让该报重获新生，大量发布骇人听闻的文章。半年之后，默多克将卡尔赶下台，占有了49%的股份，成为董事长。
然而，默多克认为一份周报还不足以满足自己，他希望能够再买下一份日报。他的第一目标是《每日镜报》，但该报并不打算出售。此时，左翼报纸《太阳报》因为销售量从150万下降到85万，面临出售的局面。默多克得知马克斯韦尔已经开始了谈判，于是赶在他之前以150万元买下了《太阳报》。默多克认为，《太阳报》应该办成《世界新闻报》的每日版，并且应该以文摘类的文章为主。此后，他就开始裁減《太阳报》的员工，从澳大利亚调来有经验的文摘文章编辑，并且加大促销力度。在这些措施下，太阳报成为了一份独树一帜的新颖报纸。年销售量迅速攀升至200万份。到20世纪80年代至90年代初期，《太阳报》成为日销量最大的英文报纸。1981年2月默多克又完成了对《泰晤士报》的收购。

### 转战美国
1973年，默多克美国收购了哈特-汉克斯报系三家报纸，他为此支付了1970万美元，这些钱来自于他在英国和澳大利亚的报纸集团。此后，他沿用老办法，力推爆炸性新闻，加大宣传力度，使得报纸的发行量逐渐提高。他还发现，美国报纸更关注广告收入而非发行量。1976年底，默多克收购《纽约邮报》。又花1200万美元创办了一份周报《国民之星》，当他发现该报纸无法盈利后，立刻从澳大利亚抽调人手，把其变为名为《星》的彩色杂志，不久，该杂志就获得了大量广告收入。后来他又买下了《纽约》杂志和《乡村之声报》、《新西部》。每当默多克买下新的报纸后，他总是想方设法将其转变为文章短小，标题鲜艳的出版物。他又于1982年买下《先驱美国人报》，并将其改名为《波士顿先驱报》，第二年又收购芝加哥《太阳时报》。2007年5月1日，默多克打算以每股60美元共计50亿美元的价格收购道琼斯集团，当年8月1日，双方达成协议，完成了这一收购。

### 宣布退休
2023年9月21日，默多克宣布将于11月正式退任新闻集团及福斯公司董事长职务。

## 爭議

### 世界新闻报窃听丑闻
2011年7月4日，英国《卫报》头条报道称，《世界新闻报》在2002年非法窃听失踪少女米莉-道勒及其家人的电话，干扰警方破案。这篇报道在英国媒体、政界、警方引起巨大反响，继而带出越来越多窃听丑闻。《世界新闻报》为默多克旗下新闻集团所属媒体，默多克与此次丑闻涉及的人物有密切关系，对默多克集团造成了巨大打击。

## 影视与书籍
默多克的野心并不仅仅停留在报纸上，60年代，他就取得了阿德莱德TV-9电视台的经营权。默多克和南方电视有线得到了第九频道。1985年，美国20世纪福斯公司陷入困境，默多克高价买下股票。同时，他还借此收购都市媒体公司的7家电视台，组建了福斯广播公司，为此，他卖掉了《乡村之声报》和《太阳时报》。然而，美国法律规定非美国公民不得同时拥有报社和电视台。为了筹建自己的电视网，默多克不得不加入美国国籍。一年之后，福斯电视台就成为仅次于美国广播公司、哥伦比亚广播公司和全国广播公司的全美第四大电视公司。1989年2月，默多克又在英国创办了拥有4个频道的天空卫星电视台，如今，这家电视台已成为新闻集团在英国的支柱产业。1981年默多克占有英国威廉·科林斯出版公司40%以上股份，1988年他购买剩余股票，收购科林斯柯林斯公司。

## 家庭

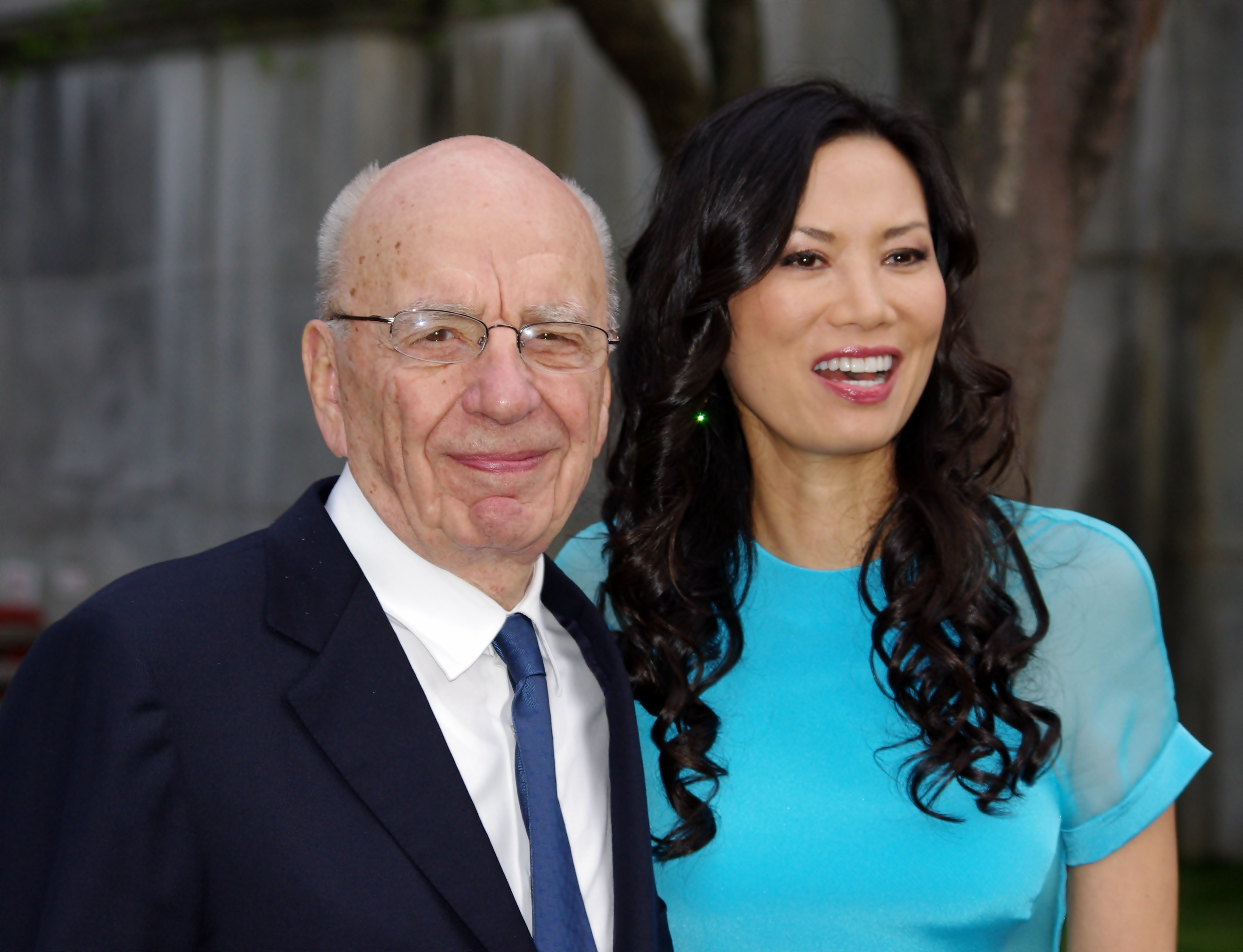
默多克与第三任妻子邓文迪在一起，2011年4月27日

默多克於1956年与第一任妻子帕特结婚，生下长女普鲁登斯后于1967年离异。同年他与19岁的爱沙尼亚裔天主教徒、《每日镜报》记者安娜结婚，生下女儿伊丽莎白和两个儿子拉克兰、詹姆斯。1998年，默多克罹患前列腺癌，接受了邓文迪的劝告：在化疗前把有生殖活力的精子冷冻。1999年，与安娜的离婚协议生效仅17天，68岁的默多克迎娶了31岁的邓文迪。接着，邓文迪生下两个女儿格蕾斯和克洛伊。2013年6月14日，网传默多克已经向的邓文迪提出离婚 。11月20日，默多克与邓文迪宣布达成离婚协议。默多克指控托尼·布莱尔與鄧文迪之間的婚外情，為兩人離婚主因，托尼·布莱尔否認與鄧文迪之間有不正常關係。2023年8月，英國有媒體報道梅鐸與時年66歲的俄裔分子科學家葉蓮娜·朱可娃在鄧文迪撮合下開始交往，最終他們在2024年3月7日宣佈訂婚，同年6月2日结婚。她的女兒達莎·朱可娃是罗曼·阿布拉莫维奇的前妻。
- 父：基思·默多克
∝母：伊麗莎白·格林（英语：Elisabeth Murdoch (philanthropist)）
  - 鲁珀特·默多克
∝帕特里夏·布克
∝安娜·托爾夫
∝鄧文迪
∝瑞莉·霍尔(Jerry Hall)
∝叶莲娜·朱可娃(Elena Zhukova)
    - 長女：普鲁登斯·默多克，出生1958年
    - 次女：伊麗莎白·默多克（英语：Elisabeth Murdoch (businesswoman)），出生1968年8月22日（56歲）
∝埃爾金·奎西·Pianim
∝馬修·弗洛伊德（英语：Matthew Freud），出生1963年11月2日（61歲）
      - 外孫女：科妮莉亚·皮阿尼姆，出生1994年
      - 外孫女：安娜·皮阿尼姆，出生1997年
      - 外孫女：夏洛特·艾瑪·弗洛伊德，出生2000年11月17日（24歲）
      - 外孫：參孫·默多克·弗洛伊德，出生2007年1月13日（18歲）

    - 長子：拉克伦·默多克，出生1971年9月8日（53歲）
∝莎拉·奧黑爾
      - 内孫：卡蘭·亞歷山大·默多克，出生2004年11月9日（20歲）
      - 内孫：艾丹·帕特里克·默多克，出生2006年5月6日（18歲）
      - 内孫女：艾琳·伊丽莎白·默多克，出生2010年4月12日（14歲）

    - 次子：詹姆斯·默多克（英语：James Murdoch (media executive)），出生1972年12月13日（52歲）
∝凱瑟琳·Hufschmid
      - 内孫女：阿妮卡·默多克，出生2003年
      - 内孫：沃爾特·默多克，出生2006年

    - 三女：格雷斯·海倫·默多克，出生2001年11月19日（23歲）
    - 四女：克洛伊·默多克，出生2003年7月17日（21歲）